# Flugplatz Borgarfjörður

i8
i11
i13
Der Flugplatz Borgarfjörður (IATA-Code: BGJ, ICAO-Code: BIBF)  liegt im Osten von Island.
Der Ort Bakkagerði, der auch Borgarfjörður eystri genannt wird, war früher schlecht auf dem See- und besonders schwierig auf dem Landweg zu erreichen.
Deshalb gab es bereits 1948 erste Untersuchungen für Flugverbindungen.
Aber erst 1957 wurde ein Flugplatz gebaut und überwiegend für Krankentransportflüge genutzt.
Die Start- und Landebahn mit 530 × 35 m hatte eine Grasoberfläche und verlief in Nord-Süd-Richtung.
In den 1970er und 1980er Jahren wurde die Landebahn 01/19 auf 757 × 25 m mit Schotterbelag ausgebaut.
Das Abfertigungsgebäude liegt am Südende, da die Flüge von der Seeseite erfolgen.
Die umliegenden Berge erreichen Höhen von über 1100 m.
Von Mitte der 1970er bis Mitte der 1990er Jahre führte die Flugfélag Austurlands Linienflüge zwischen Egilsstaðir und Bakkagerði durch.
Bis 2016 war dieser Flugplatz bei der isländischen Flugverwaltung Isavia gelistet.